# Doença de Castleman
Doença de Castleman é uma rara doença linfoproliferativa que pode envolver alguns linfonodos locais ou ser sistêmica.
A doença de Castleman é uma doença rara dos gânglios e tecidos linfáticos. Foi descrita pela primeira vez pelo Dr. Benjamin Castleman, em 1956. É também conhecida como hiperplasia linfonodal gigante e hiperplasia linfonodal angiofolicular. 

A doença de Castleman é uma desordem rara, geralmente benigna, não é propriamente dita um câncer, mas se comporta como um linfoma, em sua forma multicêntrica a doença de Castleman é muitas vezes chamada de doença linfoproliferativa. Isto significa que existe um crescimento anormal de células do sistema linfático, similar em muitos aspectos aos linfomas. 